# Panóias (Ourique)
Panóias is een plaats (freguesia) in de Portugese gemeente Ourique en telt 634 inwoners (2001).